# Eventyr på Mallorca
Eventyr på Mallorca er en dansk film fra 1961.
- Manuskript og instruktion Ole Berggreen.

Blandt de medvirkende kan nævnes:
- Lise Ringheim
- Gunnar Lauring
- Peter Poulsen
- Bendt Rothe
- Bjørn Puggaard-Müller
- Henning Moritzen
- Knud Hallest
- Bodil Udsen
- Jørn Jeppesen
- Hannah Bjarnhof
- Henry Nielsen
- Ebba Amfeldt
- Karen Lykkehus
- Clara Østø